# صدای چهارم قلب
صدای چهارم قلب یا S 4 (به انگلیسی: Fourth heart sound) یک صدای قلبی اضافی است که در اواخر سیستول، بلافاصله بعد از دو صدای «لاب-داب» طبیعی قلب (S1 و S2) رخ می‌دهد. این صدا دقیقاً بعد از انقباض دهلیزی و بلافاصله قبل از S1 سیستولی رخ می‌دهد و به دلیل انقباض شدید دهلیزها در تلاش برای غلبه بر یک بطن غیرطبیعی که سفت شده یا هایپرتروفی در آن رخ داده، ایجاد می‌شود.
این، یک ریتم کلاسیک در مقایسه با آهنگ کلمه " تنسی " ایجاد می‌کند. همچنین می‌توان از عبارت " A -stiff-wall" برای کمک به آهنگ (a S 4, stiff S 1, wall S 2) و همچنین پاتولوژی صدای S4 استفاده کرد.

## فیزیولوژی
صداهای طبیعی قلب، S1 و S2، به ترتیب در هنگام بسته شدن دریچه‌های دهلیزی و دریچههای نیمه هلالی تولید می‌شوند. بسته شدن این دریچه‌ها باعث ایجاد یک دوره کوتاه جریان متلاطم می‌شود که صدا تولید می‌کند.
صدای S4، طبق تعریف، بلافاصله قبل از S1 رخ می‌دهد، زمانی که دهلیزهای قلب به شدت منقبض می‌شوند و به صورت ارتعاش ۲۰ تا ۳۰ هرتز در داخل بطن شنیده می‌شود. در حالی که مکانیسم این اتفاق کاملاً مشخص نیست، به‌طور کلی پذیرفته شده‌است که S4 ناشی از سفت شدن دیواره بطن‌ها (معمولاً بطن چپ) است، که باعث ایجاد یک جریان غیرطبیعی متلاطم می‌شود زیرا دهلیزها منقبض می‌شوند تا خون را با نیرو به داخل بطن وارد کنند.
S4 گاهی اوقات در افراد مسن به دلیل سفت‌تر شدن دهلیز ها ، بیشتر قابل شنیدن است. هنگامی که صدای آن کوتاه است، نشانه‌ای از حالت پاتولوژیکی است، که معمولاً در آن بطن چپ دچار اختلال در عملکرد خود شده‌است. اگر مشکل مربوط به بطن چپ باشد، ریتم گالوپ به بهترین وجه در راس قلب شنیده می‌شود. با ورزش، خواباندن بیمار به پهلوی چپ، یا زمانی که بیمار بازدم خود را نگه می‌دارد، صدا آشکارتر می‌شود. اگر مشکل در بطن راست باشد، صدای غیرطبیعی در سمت راست و پایین جناغ مشهودتر است و با ورزش و دم سریع و عمیق بلندتر شنیده می‌شود.
S4 همچنین به دلیل وقوع در اواخر چرخه قلب، گالوپ دهلیزی یا گالوپ پیش‌سیستولی نامیده می‌شود. این نوع از ریتم گالوپ به دلیل داشتن صدای اضافی است. ریتم گالوپ دیگر S3 نام دارد. این دو ریتم کاملاً مشابه هستند، حتی ممکن است گاهی اوقات با هم اتفاق بیفتند و یک گالوپ چهارگانه را تشکیل دهند. همچنین اگر ضربان قلب بسیار سریع باشد (تاکی‌کاردی)، تشخیص S3 و S4 دشوار شده و در نتیجه صدایی به نام summation gallop تولید می‌شود.

## درمان
صدای قلب S4 خود نیازی به درمان ندارد؛ بلکه باید برنامه‌هایی برای توقف پیشرفت هر چیزی که باعث اختلال عملکرد بطن می‌شود، تنظیم شود. صدای قلب S4 تظاهرات ثانویه یک بیماری اولیه است و روند درمانی باید بر درمان بیماری زمینه‌ای و اولیه متمرکز شود. با درمان بیماری اصلی، صدای S4 قلب نیز از بین می‌رود. بهترین داروی از بین برنده صدای چهارم قلب دوبوتامین  میباشد که موجب گشایش عروق و رفع ایسکمی و تاکی کاردی میشود.